# Стефанович, Маргита
Маргита «Маги» Стефанович (серб. Маргита «Маги» Стефановић; 1 апреля 1959 года, Белград — 18 сентября 2002 года, там же) — югославская и сербская пианистка, известная как участница культовой югославской группы «Екатарина Велика».

## Биография
Родилась в семье известного белградского театрального и кинорежиссёра Славолюба Стефановича Раваси и его жены Десанки, урождённая Николич.
Окончила музыкальную школу имени Йосипа Славенского, как одна из самых талантливых учеников класса. Училась вместе с известным хорватским пианистом Иво Погореличем. Отличные показатели дали возможность продолжить обучение в Московской консерватории, но родители, особенно мать, не хотели, чтобы дочь жила самостоятельно в таком раннем возрасте. Поэтому Стефанович вынуждена была поступить в Белградский университет на факультет архитектуры. Как студент-архитектор достигла определённых успехов, например, на третьем курсе победила на международном конкурсе в Японии, с планом развития черногорского села Режевичи (Режевићи).
На последних годах обучения познакомилась с Срджаном Вейводом, участником одного из независимых белградских коллективов, c которым долгое время встречалась. После окончания университета в 1982 году стала активно проявлять интерес к миру белградского андерграунда, который очень впечатлил Стефанович своей самобытностью. Благодаря успешному обучению, могла уезжать на практику и стажировку в страны Западной Европы, где купила себе современный, по тем временам, синтезатор, на котором под воздействием белградских групп «новой волны» начала создавать инструментальные композиции.
Переломным моментом стало посещение концерта новой группы «Катарина II», который состоялся в зале кинотеатра Topčiderska zvezda. 1 мая 1982 года Гаги Михайлович, кузен Маргиты, познакомил Стефанович с вокалистом группы Миланом Младеновичем, известной фигурой на тогдашней белградской сцене. Милан был под впечатлением от талантов Стефанович и желания к экспериментам, поэтому пригласил присоединиться к своему коллективу.
Вместе они успели сыграть только несколько репетиций, после чего Стефанович была вынуждена уехать на трёхмесячную практику в Южную Америку. Возобновить сотрудничество с группой смогла лишь в конце 1982 года. В то же время состоялось первое выступление Стефанович в составе «Катарина II». В 1984 году коллектив был вынужден изменить название на «Екатарина Велика» (EKV).
Маргита была в составе группы вплоть до прекращения её существования в конце 1994 года. Несмотря на то, что основным автором текстов группы был Младенович, Стефанович написала такие песни, как «Кад кренем ка», «Заборави овај град», «Оловне године», «7 дана», «Нисам мислио на то» и «Синхро». К совместному творчеству Младеновича и Стефанович принадлежат слова песен «Први и последњи дан», «Земља» и «Пар година за нас».

### Вне EKV
Стефанович приглашали участвовать в записи альбомов других югославских групп, как: Elvis J. Kurtović & His Meteors, «Ван Гог», Babe, Karlowy Vary и других. В 1985 году сыграла небольшую роль в фильме Горана Марковича «Тайваньская канаста». Также написала музыку к ряду кинофильмов («Плави, Плави!», «Впервые с отцом на утреню», «Вера Хофманова», «Возвращение Вука Алимпича») и театральных спектаклей («Класни непријатељ», «Три сестры»). Её последней работой стала музыка для спектакля Kaput mrtvog čoveka для театра «Атеље 212».
После смерти Милана Младеновича и распада ЕКV продолжала заниматься музыкой. В конце 1994 и в течение 1995 года играла в кавер-группе «Kurajberi». Годом позже присоединилась к коллективу молодых белградских музыкантов, которые экспериментировали с музыкальным стилем техно; была сформирована группа «EQV» и издан единственный альбом «Ти си сав мој бол» (рус. «Ты вся моя тоска»), состоящий из ремиксов и обработок одноимённой известной песни EKV. Этот альбом был издан австрийским лейблом Coop Arts & Crafts Unlimited. Стефанович также продолжала сотрудничать со многими сербскими группами, а в 1996 году сыграла серию акустических концертов вместе с группой Električni orgazam. Один из таких концертов чуть позже был издан лейблом B92. В течение того времени Стефанович также работала над несколькими музыкальными проектами («С оне стране дуге», «Песме изнад Истока и Запада»).
Однажды у Стефанович возникла идея создать альбом-сборник альтернативных версий песен ЕКV. В воплощении этой идеи стал помогать Иван «Фирче» Феце — ударник, который непродолжительное время играл в составе ЕКV. Из-за проблем с наркотиками Стефанович отложила работу над альбомом, однако, по состоянию здоровья не смогла возобновить её. Проект пробыл в замороженном состоянии почти 10 лет, пока в начале 2005 года Феце не стал снова над ним работать. Наконец, запись увидела свет под названием «EKV Revisited» в 2007 году и стала своеобразным трибьютом не столько группы, сколько Стефанович.

### Смерть

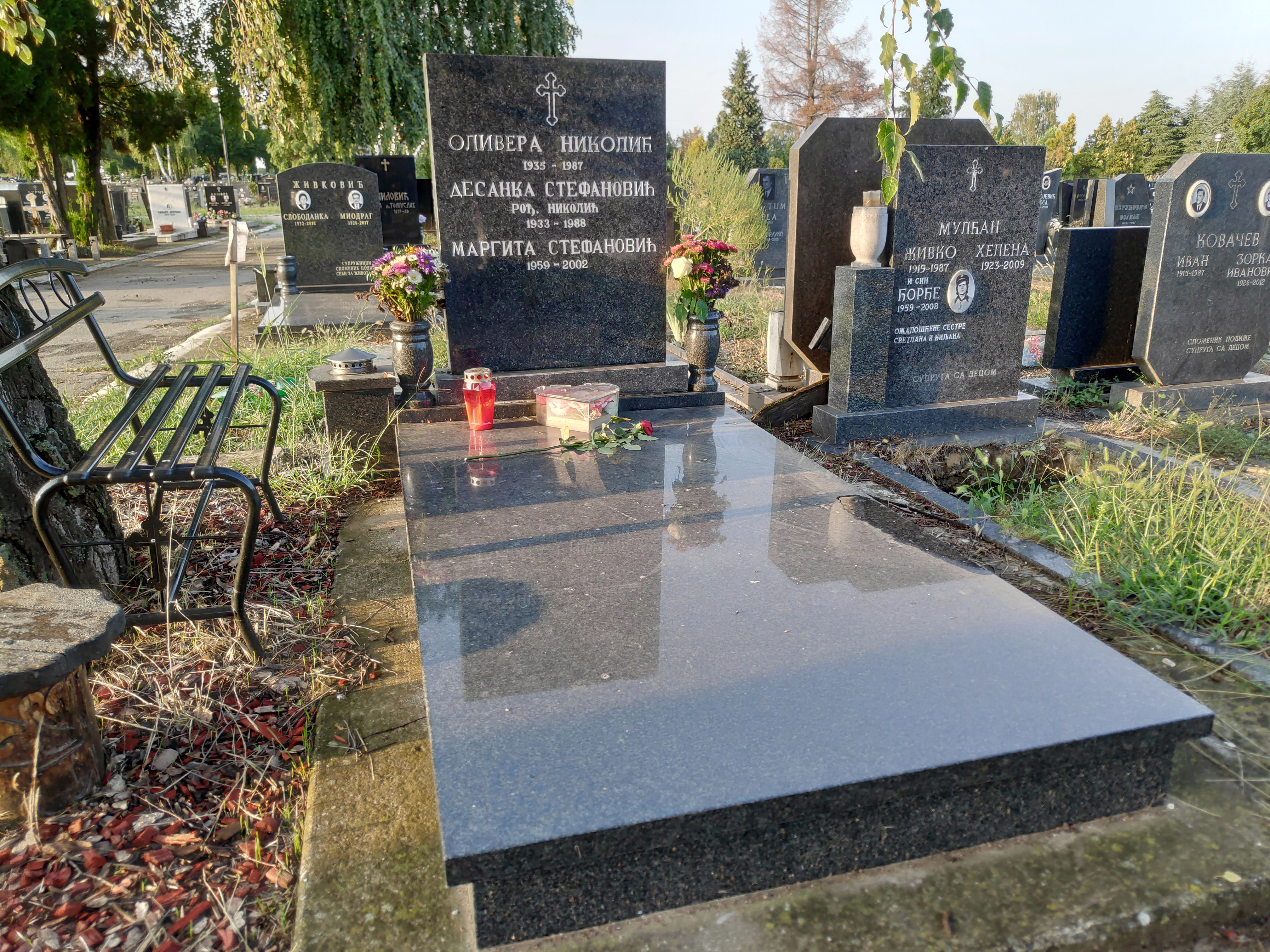
Семейная могила Маргиты на Новое бежанийское кладбище (Белград) в Белграде

C 1996 года начала употреблять героин. Позже, не имея средств к существованию и распродав последнее имущество, была вынуждена поселиться в полуразрушенном гараже в районе Борча. Последние годы своей жизни провела в приюте для бездомных в районе Вождовац в Белграде. Время от времени заботу о Маргите проявляли поклонники её музыкального творчества. Умерла 18 сентября 2002 года в инфекционной больнице, где находилась с августа 2002 года. Причина смерти официально не была названа, предположительно, смерть наступила от токсоплазмоза, на фоне организма, ослабленного ВИЧ.

## Память
- Фотовыставка Magi — Kad krenem ka в парке Калемегдан, апрель 2024[9]